# Guildhall Library
L'antica Guildhall Library fu fondata attorno al 1420 per volontà di Richard Whittington. Oggi Guildhall è una biblioteca tra le più importanti nel Regno Unito specializzata nella Storia della City of London. Le preziose collezioni custodite nella biblioteca sono di interesse nazionale ed internazionale. È situata nel complesso di Guildhall.
La biblioteca è suddivisa in tre sezioni:
- Libri
- Manoscritti
- Stampe, mappe e di disegni